# Believe (Disturbed album)
 For alternative betydninger, se Believe. (Se også artikler, som begynder med Believe)
Believe er Disturbeds andet album som blev udgivet i 2002. Det debuterede på en #1 på US Billboard hitliste. Den første uge blev der solgt over 284.000 eksemplarer. Albummet blev indspillet på kun seks uger.

## Numre
1. "Prayer" – 3:41
2. "Liberate" – 3:30
3. "Awaken" – 4:30
4. "Believe" – 4:27
5. "Remember" – 4:12
6. "Intoxication" – 3:14
7. "Rise" – 3:57
8. "Mistress" – 3:46
9. "Breathe" – 4:21
10. "Bound" – 3:53
11. "Devour" – 3:53
12. "Darkness" – 3:58

## Placering på hitlister
| År   | Album    | Hitliste               | Placering |
| ---- | -------- | ---------------------- | --------- |
| 2002 | Believe  | The Billboard 200      | 1         |
| 2002 | Believe  | Top Canadian Albums    | 2         |
| 2002 | Believe  | Top Internet Albums    | 1         |
| 2002 | Believe  | Top UK Albums          | 41        |
| 2002 | Believe  | Top Australian Albums  | 33        |
| 2002 | Believe  | Top New Zealand Albums | 1         |
| År   | Sang     | Hitliste               | Placering |
| 2002 | Prayer   | Mainstream Rock Tracks | 3         |
| 2002 | Prayer   | Modern Rock Tracks     | 3         |
| 2002 | Prayer   | The Billboard Hot 100  | 58        |
| 2002 | Prayer   | Canadian Singles Chart | 14        |
| 2002 | Prayer   | UK Singles Chart       | 31        |
| 2002 | Remember | Mainstream Rock Tracks | 6         |
| 2002 | Remember | Modern Rock Tracks     | 22        |
| 2002 | Remember | UK Singles Chart       | 56        |
| 2003 | Liberate | Mainstream Rock Tracks | 4         |
| 2003 | Liberate | Modern Rock Tracks     | 22        |